# Kheyrābād-e Gohar
Kheyrābād-e Gohar (persiska: خیرآباد گهر, خِیرآباد, خِیرآبادِ گَهَر) är en ort i Iran.   Den ligger i provinsen Khuzestan, i den centrala delen av landet, 600 km söder om huvudstaden Teheran. Kheyrābād-e Gohar ligger 388 meter över havet och antalet invånare är 638.
Terrängen runt Kheyrābād-e Gohar är kuperad österut, men västerut är den platt.Runt Kheyrābād-e Gohar är det ganska glesbefolkat, med 47 invånare per kvadratkilometer. Närmaste större samhälle är Behbahān, 17,4 km väster om Kheyrābād-e Gohar. Omgivningarna runt Kheyrābād-e Gohar är i huvudsak ett öppet busklandskap.